# Torone
Torone – kolonia Chalkis w Chalkidyce. Miasto zostało założone w roku 710 p.n.e..
Zdobyte przez Ateńczyków pod wodzą Kleona w dziesiątym roku wojny peloponeskiej (422 p.n.e.), później jedno z miast członkowskich Związku Chalkidyckiego.
Prawdopodobnie w 363 roku Ateńczyk Timotheos raz jeszcze odebrał Torone, lecz wkrótce cała Chalkidyka dostała się pod panowanie macedońskie.